# 会いたい 会いたい 会いたいな
| 専門評論家によるレビュー     | 専門評論家によるレビュー |
| レビュー・スコア             | レビュー・スコア         |
| 出典                         | 評価                     |
| ---------------------------- | ------------------------ |
| Billboard JAPAN （平賀哲雄） | 肯定的                   |

「会いたい 会いたい 会いたいな」（あいたい あいたい あいたいな）は、℃-uteのメジャー19枚目のシングル。2012年9月5日に

zetimaから発売された。

## 概要
- 表題曲「会いたい 会いたい 会いたいな」はハロー!プロジェクト恒例の夏公演『Hello! Project 誕生15周年記念ライブ 2012 夏』の初日にライブの場で初披露された[10][11]。
- 初回生産限定盤A・B・C・D、通常盤の5形態で発売。
- 初回生産限定盤A・B・CはCD+DVDで、初回生産限定盤Dと通常盤はCDのみとなっている。
- 初回生産限定盤A～Dと通常盤の5枚をセットにしたBOXセットも発売された。セットには発売記念チェキ会の参加券が付いていた。
- 全ての初回生産限定盤に『℃-ute Cutie Circuit 2012 〜9月10日は℃-uteの日〜』イベント抽選シリアルナンバーカードが封入されている。1枚で応募できるのは9月10日東京・9月15日名古屋昼の部・9月15日名古屋夜の部のいずれか1つ。
- センターは鈴木愛理。メインボーカルは鈴木愛理、矢島舞美、岡井千聖である。
- ソニー・ミュージックディストリビューションとの販売委託契約解消に伴い、この作品以降、「発売元：UP-FRONT WORKS Co.,Ltd.」のみの表記となる[注釈 2]（アップフロントワークス#アップフロントワークスのレーベル一覧も参照）。
- カップリング曲（通常盤、初回限定盤A）「悲しきヘブン」はインターネット上のファン企画「第11回ハロプロ楽曲大賞2012」で同年の全ハロプロ関連アーティスト楽曲中4位に選ばれる[12]などファン人気が強く、のち2014年には「The Power/悲しきヘブン (Single Version)」としてアレンジを変えて再録音され、シングルとして発売された。また、Bitter & Sweetのユニット結成後初のハーモニーレッスン課題曲であり、イベント出演時にカバーしている[13]。

## チャートパフォーマンス
初日のオリコンのCDシングルデイリーランキングで3位を獲得。週間ランキングで4位を獲得。09月のオリコンのCDシングル月間ランキングでは49,459枚の売り上げで10位を獲得。

## 収録曲
全作詞・作曲：つんく

### 通常盤、初回生産限定盤A
1. 会いたい 会いたい 会いたいな
編曲：平田祥一郎
2. 悲しきヘブン
歌：鈴木愛理・岡井千聖
編曲：板垣祐介
3. 会いたい 会いたい 会いたいな (Instrumental)

初回生産限定盤A付属DVD
1. 会いたい 会いたい 会いたいな (Dance Shot Ver.)[16]

### 初回生産限定盤B・C・D
1. 会いたい 会いたい 会いたいな
2. 最高ミュージック
編曲：平田祥一郎
3. 会いたい 会いたい 会いたいな (Instrumental)

初回生産限定盤B付属DVD
1. 会いたい 会いたい 会いたいな (Close-up Ver.)[17]

初回生産限定盤C付属DVD
1. 新曲初披露ドキュメント[18]

### チェキ会参加券付スペシャルBOXセット
1. 初回生産限定盤A
2. 初回生産限定盤B
3. 初回生産限定盤C
4. 初回生産限定盤D
5. 通常盤

- オリジナル特製收納ボックス
- チェキ会参加券1枚

## 参加ミュージシャン
会いたい 会いたい 会いたいな
- プログラミング：平田祥一郎
- ギター：朝井泰生
- コーラス：CHINO・望月英莉加・T3's

悲しきヘブン
- プログラミング&ギター：板垣祐介

最高ミュージック
- プログラミング：平田祥一郎
- コーラス：CHINO・つんく

## DVDシングル

### シングルV「会いたい 会いたい 会いたいな」

#### 収録曲
1. 会いたい 会いたい 会いたいな
2. 会いたい 会いたい 会いたいな (Natural Lip Ver.)
3. メイキング映像

### イベントV「会いたい 会いたい 会いたいな」

#### 収録曲
1. 会いたい 会いたい 会いたいな (矢島舞美 Solo Ver.)
2. 会いたい 会いたい 会いたいな (中島早貴 Solo Ver.)
3. 会いたい 会いたい 会いたいな (鈴木愛理 Solo Ver.)
4. 会いたい 会いたい 会いたいな (岡井千聖 Solo Ver.)
5. 会いたい 会いたい 会いたいな (萩原　舞 Solo Ver.)